# Быковский (Якутия)
Бы́ковский (якут. Быковскай) — село в Булунском улусе Якутии России.
Административный центр и единственный населённый пункт сельского поселения Быковский эвенкийский национальный наслег. Население 513 чел. (2021) .

## География
Село расположено за Северным полярным кругом на мысе Быковский, в 40 км к северу от посёлка Тикси (административного центра Булунского улуса). Северная часть поселка расположена на берегу моря Лаптевых, южная часть — на берегу залива Неелова.

## История
Местность, на которой находится современное село, издревле заселено людьми. Первый человек появился на этой территории во времена палеолита. Основным занятием коренных жителей были охота и рыболовство.
Тем не менее первое поселение на территории полуострова Быков-Мыс, которое имеет документальное подтверждение, датируется только началом XIX века. К примеру, в 1812 году жители селения организовали забой оленей, чтобы помочь русской армии в Отечественной войне 1812 года. Впоследствии 500 голов оленей было отправлено плотами сплавом вверх по реке Лене в город Якутск.
С установлением советской власти в поселении были организованы кооперативы и тресты, а в 1940 году было образовано одно крупное коллективное хозяйство колхоз «Арктика». В 1930—1940-х годах активно развивается и социальная сфера (строятся школы, сады, библиотеки). В 1943 году получил статус рабочего посёлка. В 1949 году на базе моторно-рыболовной станции «Быковская» был организован рыбозавод.
В 1940-х годах сюда были депортированы жители Прибалтики, немцы, финны, поляки. Часть спецпоселенцев погибла. В 1991 году на месте их братской могилы был установлен памятник.
В 1999 году рабочий посёлок Быковский переведён в разряд сельских населённых пунктов.
Согласно Закону Республики Саха (Якутия) от 30 ноября 2004 года N 173-З N 353-III село возглавило образованное муниципальное образование Быковский эвенкийский национальный наслег.

## Население
| 1959 | 1970 | 1979 | 1989 | 2002 | 2010 | 2012 | 2013 | 2014 |
| ---- | ---- | ---- | ---- | ---- | ---- | ---- | ---- | ---- |
| 816  | ↘658 | ↘592 | ↗627 | ↘363 | ↗517 | ↗521 | ↗536 | ↘518 |
| 2015 | 2016 | 2017 | 2018 | 2019 | 2020 | 2021 |      |      |
| ↗523 | ↘514 | ↗519 | ↗527 | ↘522 | ↘514 | ↘513 |      |      |

Согласно оценке на 1 января 2010 года, в наслеге проживало 517 человек. По национальному признаку распределение было следующим: русские — 6,7 %, якуты — 32,5 %, эвены — 13,7 %, эвенки — 47,1 %.

## Экономика и культура
Основу экономики составляют оленеводство, рыболовство и охотничий промысел.
В селе действует неполная средняя школа, детский сад, дом культуры, фельдшерско-акушерский пункт, магазин. Все дома электрифицированы и радиофицированы. Тиксинский филиал ОАО «Сахателеком» и Тиксинский узел почтовой связи (в зимнее время почта доставляется попутным транспортом, в летнее — водным (попутным) на теплоходе «Механик Кулибин»).

## Транспорт
Грунтовые автомобильные дороги отсутствуют. В летний период сообщение с улусным центром, посёлком Тикси, осуществляется только водным путём, зимой автотранспортным (по зимнику). Имеется вертолетная площадка.